# Raionul Chișcăreni
Raionul Chișcăreni (în rusă Кишкаренский район) a fost o unitate teritorial-administrativă din RSS Moldovenească, care a existat de la 11 noiembrie 1940 până la 9 ianuarie 1956.

## Istorie
La fel ca majoritatea raioanelor RSS Moldovenești, raionul Chișcăreni a fost înființat pe 11 noiembrie 1940, iar centru raional a fost desemnat satul Chișcăreni.
Până la 16 octombrie 1949 raionul a fost în componența județului Bălți, iar după abolirea divizării pe ținuturi a intrat în subordonare republicană. 
Din 31 ianuarie 1952 până în 15 iunie 1953, raionul a intrat în componența districtului Bălți, după abolirea districtelor din RSSM a redevenit din nou în subordonare republicană.
La 9 ianuarie 1956, raionul Chișcăreni a fost lichidat și a trecut în componența raioanelor Lazovsc (în mare parte) și Telenești.

## Divizare administrativă
La 1 ianuarie 1955 raionul Chișcăreni era compus din 11 soviete sătești: Bursuceni, Chișcăreni, Coșcodeni, Dumbrăvița, Iezărenii Vechi, Ghiliceni, Glingeni, Mîndrești, Pompa, Tăura Veche și Zgărdești.